# جون دريك
جون دريك (1 سبتمبر 1893 - 22 مايو 1967) (بالإنجليزية: John Drake)‏ هو لاعب كريكت بريطاني وبريطاني (وحمل سابقاً جنسية المملكة المتحدة لبريطانيا العظمى وأيرلندا).